# أوهينيبا بواتشي-أدجي
البروفيسور أوهينيبا بواتشي-أدجي (بالإنجليزية: Oheneba Boachie-Adjei)‏ ـ (ولد في كوماسي في 16 ديسمبر 1950) هو جراح عظام غاني مختص في جراحات تقويم العمود الفقري. يعمل أستاذًا شرفيًا لجراحة العظام في كلية طب وايل كورنل بمدينة نيويورك، كما عمل جراحًا زائرًا في مستشفى الجراحات الخاصة ومستشفى نيويورك بريسبيتريان ومركز سلون-كيترنغ التذكاري للسرطان، وجميعها في مدينة نيويورك.

## تعليمه
التحق بواتشي-أدجي بكلية بروكلين في حي بروكلين بمدينة نيويورك، حيث درس بين عامي 1972 و1976 وحصل منها على درجة البكالوريوس في العلوم مع مرتبة الشرف الأولى، ومن ثم التحق بكلية الأطباء والجراحين بجامعة كولومبيا لدراسة الطب.

## حياته العملية
ابتكر بواتشي-أدجي العديد من الأجهزة والآلات التي تستخدم في جراحات العمود الفقري، وحاضر ونشر العديد من الأوراق البحثية والمؤلفات في هذا المجال.
أسس بواتشي-أدجي ورأس مؤسسة جراحة العظام وجراحات العمود الفقري المعقدة (بالإنجليزية: Foundation of Orthopedics and Complex Spine)‏ في العاصمة الغانية أكرا، وهي مؤسسة تهدف إلى توفير خدمات أفضل في مجال جراحة العظام في غرب أفريقيا وغيرها من مناطق العالم الثالث.
رأس بواتشي-أدجي جمعية أبحاث الجنف (بالإنجليزية: Scoliosis Research Society)‏ عامي 2008 و2009، واستضافته قناة ديسكفري في برنامج وثائقي عنوانه «الجراحة أنقذت حياتي» (بالإنجليزية: Surgery Saved My Life)‏.

## الجوائز
- جائزة راسل هيبس لأفضل ورقة بحثية سريرية من جمعية أبحاث الجنف (1989، 2002، 2013).[2]
- جائزة العمل الإنساني من الأكاديمية الأمريكية لجراحي العظام (2004)[4][5][6]
- جائزة والتر ب. بلاونت من جمعية أبحاث الجنف (2006).[2]
- جائزة الأحمدية الإسلامية للسلام (2012)[7]
- جائزة الإنجاز المستديم (بالإنجليزية: Lifetime Achievement Award)‏ من مستشفى الجراحات الخاصة (يونيو 2013).[2]